# Jetadmin
Jetadmin est un programme informatique développé par la société Hewlett-Packard destiné à l'administration des imprimantes réseaux. Il fonctionne sur les systèmes d'exploitation suivants : 
- Sur les versions de Windows 3.x à Windows 2000
- HP-UX 9.x , 10.x, 11.x
- Solaris 2.4, 2.5, 2.5.1, 2.6
- SunOS
- OS/2
- MS-DOS

Hewlett-Packard annonça la fin du projet Jetadmin pour le 31 janvier 2002. Il fut remplacé par HP Web Jetadmin.